# مارشا گرین‌برگر
مارشا گرین‌برگر (انگلیسی: Marcia Greenberger) یک وکیل و فعال مدنی در زمینه حقوق زنان اهل ایالات متحده آمریکا است.
وی دانش‌آموختهٔ رشتهٔ حقوق در دانشگاه پنسیلوانیا با مدرک عالی جی‌دی است و پس از فراغت از تحصیل، به‌عنوان وکیل در دفتر حقوقیِ «کَـپلین و درایدیل» در واشینگتن، دی.سی. مشغول به‌کار شد. او به‌همراه «نانسی داف کمبل» مرکز ملی حقوق زنان را بنیان نهاد و هر دو رئیس فعلی آن هستند.
نام او در سال ۲۰۱۵ میلادی در فهرست «تالار ملی مشاهیر زن» قرار گرفت.